# 니컬러스 게스트
니컬러스 게스트(영어: Nicholas Guest, 1951년 5월 5일 ~ )는 미국의 배우, 텔레비전 배우, 성우이다.

## 영화
- 비포 더 보더 (2015년)
- 나이트메어 코드 (2014년)
- 빅 히어로 (2014년)
- 마다가스카의 펭귄 (2014년) - 승무원 목소리 역
- 천재강아지 미스터 피바디 (2014년) - 프랑스인 농부 목소리 역
- 겨울왕국 (2013년)
- 단테스 인페르노 (2010년)
- 라푼젤 (2010년)
- 선스 오브 아나키 (2008년)
- 신나는 동물농장 (2006년)
- 헷지 (2006년)
- 저스티스 리그 (2001년)
- 파워 레인저 타임 포스 - 시리즈 (2001년)
- 카우보이 비밥 - 천국의 문 (2001년)
- 미이라 - 시리즈 (2001년)
- 빅 오 (1999년)
- 스타쉽 트루퍼스 - 애니메이션 시리즈 (1999년)
- 레이트 쉬프트(영어판) (1996년)
- 레이븐 호크 (1996년)
- 아드레날린(영어판) (1996년)
- 나이트 헌터 (1995년)
- 공룡시대 3 (1995년)
- 네미시스 4 - 천사의 절규 (1995년)
- 조종자 5 (1994년)
- 레이브 리뷰 (1994년)
- 어벤저 4 (1994년)
- 윈드 댄서 (1993년)
- 브레인 스매셔 (1993년)
- 네미시스 (1993년)
- 조이 럭 클럽 (1993년)
- 사이보그 나이트 (1993년)
- 크롬 솔저 (1992년)
- 타임스케이프 (1992년)
- 위험한 관계 (1991년)
- 돌맨 (1991년)
- CIA 특급 지령 (1990, The Assassin)
- 지하 터널의 전설 (1989년)
- 크리스마스 대소동 (1989년)
- 사해살인사건 (1988년)
- 다운 트위스티드 (1987년)
- 바람계곡의 나우시카 (1984년)
- 언커먼 밸러 (1983년)
- 대역전 (1983년)
- 스타 트랙 2 - 칸의 분노 (1982년)
- 어느 여교수의 추적 (1981년)
- 롱 라이더스 (1980년) - 밥 포드 역